# Uspienowka (rejon korieniewski)
Uspienowka (ros. Успеновка) – wieś (ros. деревня, trb. dieriewnia) w zachodniej Rosji, w sielsowiecie wiktorowskim rejonu korieniewskiego w obwodzie kurskim.

## Geografia
Miejscowość położona jest przy granicy z Ukrainą, 3,5 km od centrum administracyjnego sielsowietu wiktorowskiego (Wiktorowka), 22 km od centrum administracyjnego rejonu (Korieniewo), 104 km od Kurska.

## Demografia
W 2010 r. miejscowość zamieszkiwało 71 osób.